# M. W. Jamieson & Company
M. W. Jamieson & Company war ein US-amerikanischer Hersteller von Automobilen.

## Unternehmensgeschichte
Mark W. Jamieson leitete das Unternehmen mit Sitz in Warren in Pennsylvania. 1902 stellte er acht Personenkraftwagen her, die Jamieson genannt wurden.

## Fahrzeuge
Im Angebot stand nur ein Modell. Es hatte einen Zweizylindermotor mit 9 PS Leistung. Er trieb über eine oder zwei Ketten die Hinterachse an. Der Aufbau war ein offener Runabout. Gelenkt wurde mit einem Lenkhebel. Die Räder waren Drahtspeichenräder mit Luftreifen.
Eines der Fahrzeuge existiert noch.